# Климець Ірина Володимирівна
Ірина Володимирівна Климець (нар. 4 жовтня 1994) — українська легкоатлетка, яка спеціалізується в метанні молота.
На національних змаганнях представляє Волинську область.
Тренується під керівництвом Романа Черкашина.

## Спортивні досягнення
Учасниця трьох Олімпіад (2016, 2021, 2024), 
Фіналістка (5-е місце) чемпіонату світу (2019).
Чемпіонка Універсіади (2019).
Фіналістка (11-е місце) чемпіонату Європи (2018).
3-є місце у змаганнях з метання молота на командному чемпіонаті Європи (2019).
Бронзова призерка Кубку Європи з метань (2019).
Фіналістка (7-е місце) чемпіонату Європи серед молоді (2015).
Багаторазова чемпіонка України
6 місце Чемпіонат Європи (Мюнхен)! Найвище досягнення в історії України

## Визнання
- Орден княгині Ольги III ступеня (2019) — за досягнення високих спортивних результатів на XXX Всесвітній літній Універсіаді у м. Неаполі (Італійська Республіка), виявлені самовідданість та волю до перемоги, піднесення міжнародного авторитету України [2].